# Capitan pascià

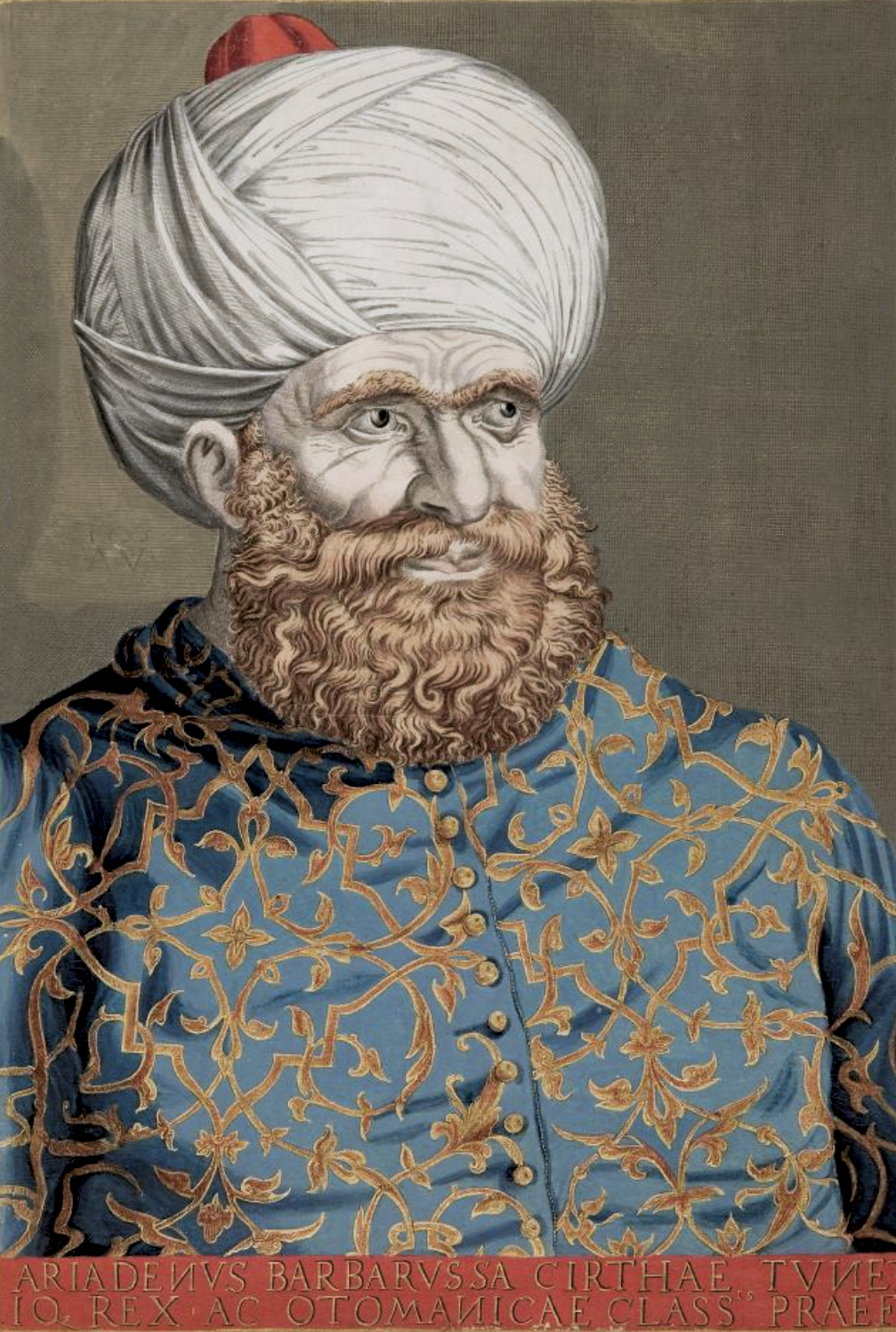
Khayr al-Dīn Barbarossa celebre kapudan paşa in un ritratto del XVI secolo

Il grado di capitan pascià (in turco ottomano کپودان پاشا; traslitterato: kapudan paşa; in turco moderno kaptan paşa), precedentemente noto come kapudan-ı derya (turco ottomano: کاپیتان دریا), oggi reso come kaptan-ı derya, letteralmente "capitano del mare", equivalente al "grande ammiraglio" occidentale) indicava il comandante in capo della Marina ottomana.

## Storia
Il titolo kapudan-ı Derya apparve per la prima volta durante il regno del sultano Bayezid I "il Fulmine", nel 1401. Fu però soltanto durante il regno di Maometto II "il Conquistatore" che questa figura di ufficiale fu adeguatamente inquadrata nella scala gerarchica ottomana: fu infatti solo dopo la presa di Costantinopoli che i turchi iniziarono a vedere nella flotta da guerra una risorsa da impegnare costantemente per ampliare il loro impero.
Con Haradin Barbarossa il kapudan-ı derya entrò nei ranghi dei Beylerbey e dei vizir e gli fu concesso il titolo di Pascià, motivo per cui si diffuse il nome kapudan paşa.
In totale 161 kapudan-ı derya si alternarono tra gli ufficiali del sultano fino a quando la carica venne abolita il 13 marzo 1867, anno di fondazione del Ministero della Flotta Ottomana. Da quel momento, fino alla successiva ristrutturazione nel 1877, i comandanti in capo della flotta turca furono solo ministri, (al singolare bahriye nazırı), posto poi ricreato col titolo di donanma komutanı cioè di "comandante della flotta".
Famosi kapudan-ı derya furono:
- Saruca Pasha, il primo Kapudan-ı Derya nel 1401;
- Gedik Ahmet Pascià (1478-1480), il comandante che guidò la flotta del sultano Maometto II ad Otranto;
- Khayr al-Dīn (1533-1546), il pirata "Barbarossa", di origini albanesi, fiero nemico dell'ammiraglio genovese Andrea Doria;
- Dragut, già sottoposto del Barbarossa, uno dei pochi Kaptan-ı Derya di origine turca;
- Mehmed Pasha (1546-1550), già Gran Vizir, di origini serbe;
- Sinan Pascià (1550-1553);
- Piyale Paşa (1553-1569), di origini serbe;
- Müezzinzade Ali Pasha (1569-1571);
- Uluç Ali Paşa (1571-1587), di origini italiane;
- Venedikli Hasan Pasha (1588-1591), di origini italiane;
- Cigalazade Yusuf Sinan Pasha (1591-1595; 1599-1604), di origini italiane;
- Koca Bekir Pascià (1732-1733; 1750-1753);
- Cezayirli Gazi Hasan Pasha (1770-1789);
- Koca Mehmed Hüsrev Pascià (1811-1818; 1823-1827);
- Nasuhzade Ali Pascià (1821-1822).

Nell'attuale Marina turca il titolo di Kapudan-i Derya è stato sostituito dal titolo di Büyük amiral, che letteralmente significa "grande ammiraglio", viene conferito unicamente dall'Assemblea Nazionale e viene concesso solo a un ammiraglio che ha guidato con successo la vittoria di una grande flotta alla fine di una guerra. Il titolo non è stato mai concesso durante l'epoca repubblicana.